# Dani Senabre
Dani Senabre (Barcelona, 1981) és un periodista esportiu català; es va llicenciar en periodisme a la Universitat Ramon Llull.
L'estiu del 2011 fitxa per RAC1, després de la marxa de Joan Maria Pou al capdavant del Tu Diràs, per a presentar-lo. Durant 5 anys es manté líder d'audiència a Catalunya però és destituït l'estiu del 2016, per discrepàncies amb la direcció de l'emissora, especialment amb Raül Llimós.
Durant la seva etapa anterior a la Cadena SER (2000-2010), Dani Senabre és redactor, tertulià i presentador substitut de la versió televisiva del programa La Graderia a Localia. A continuació, va treballar en els esports de la COPE (2010-2011). Més tard, a la seva etapa a RAC1, dirigeix i presenta la versió televisiva del Tu Diràs a 8TV. El 2017, amb el fitxatge de Manolo Lama per Gol TV, passa a ser tertulià del programa El Golazo De Gol, i és col·laborador en El Partidazo, i Tiempo de Juego de la COPE.

## Publicacions
- Un any al paradís, el meu diari del triplet. ARA Llibres (2009), coescrit amb Andrés Iniesta i Sique Rodríguez
- Celtics vs. Lakers. La rivalidad que lo cambió todo. Ediciones Sombra (2011)